# 堀江美都子 テレビまんが主題歌のあゆみ
『堀江美都子 テレビまんが主題歌のあゆみ』は、1987年に日本コロムビアより発売された堀江美都子のベスト・アルバムのシリーズである。
タイトルに「テレビまんが」とあるが、ドラマや特撮の主題歌も収録されている。

## 収録曲

### 堀江美都子 テレビまんが主題歌のあゆみ
※1987年7月21日発売
- DISC1

1. 紅三四郎（紅三四郎 OP）
2. アクビ娘（ハクション大魔王 ED）
3. 魔法のマコちゃん（魔法のマコちゃん OP）
4. ボクはマコについてゆく（魔法のマコちゃん ED）
5. 紅い稲妻（紅い稲妻 OP）
6. 紅い三段げり（紅い稲妻 ED）
7. プールに賭けた青春（金メダルへのターン! OP）
8. 恋をした渚（金メダルへのターン! 挿入歌）
9. 心のうた（さすらいの太陽 ED）
10. さすらいの太陽
11. 美しきチャレンジャー
12. 恋のゆくえ
13. きめろ！スマッシュ（コートにかける青春 主題歌）
14. かぐや姫先生のうた（好き! すき!! 魔女先生 OP）
15. 月光の子守唄（好き! すき!! 魔女先生 ED）
16. 小鈴のうた
17. ランのうた（原始少年リュウ ED）
18. けろっこデメタン（けろっこデメタン OP）
19. まけるなデメタン（けろっこデメタン ED）
20. 緑の陽だまり（山ねずみロッキーチャック OP）
21. ロッキーとポリー（山ねずみロッキーチャック ED）
22. ワンサくんのママ
23. ジムボタンの歌（ジムボタン OP）
24. ポッコちゃんが好き（ジムボタン ED）
25. ななほしてんとうほしななつ（てんとう虫の歌 挿入歌）

- DISC2

1. ぼくらきょうだいてんとう虫（てんとう虫の歌 OP）
2. 帰ろうよランラララン（ウリクペン救助隊 挿入歌）
3. ビューナスＡの歌（グレートマジンガー 挿入歌）
4. ジュンの歌（グレートマジンガー 挿入歌）
5. 進め！ゴレンジャー（秘密戦隊ゴレンジャー OP）
6. きょうもたたかうストロンガー（仮面ライダーストロンガー ED）
7. ラ・セーヌの星（ラ・セーヌの星 OP）
8. 私はシモーヌ（ラ・セーヌの星 ED）
9. シンドバットのぼうけん（アラビアンナイト シンドバットの冒険 OP）
10. シンドバットのうた（アラビアンナイト シンドバットの冒険 ED）
11. ペペロの冒険（アンデス少年ペペロの冒険 OP）
12. 風よつたえて（アンデス少年ペペロの冒険 ED）
13. クムクムのうた（わんぱく大昔クムクム OP）
14. サウルスくん（わんぱく大昔クムクム ED）
15. ほらハックルベリィ・フィン（ハックルベリィの冒険 OP）
16. 河のうた（ハックルベリィの冒険 ED）
17. くだものやさいへんちくりん（宇宙鉄人キョーダイン 挿入歌）
18. 猫目小憎（妖怪伝 猫目小僧 OP）
19. みろよ！この目を（妖怪伝 猫目小僧 ED）
20. 斗え忍者キャプター（忍者キャプター OP）
21. 大空のキャプター（忍者キャプター ED）
22. ぐるぐるメダマンおばけだぞ（ぐるぐるメダマン OP）
23. みんなあつまれ！メダマンおどり（ぐるぐるメダマン ED）
24. たたかえ！ガ・キーン（マグネロボ ガ・キーン OP）
25. 猛と舞のうた（マグネロボ ガ・キーン ED）

### 堀江美都子 テレビまんが主題歌のあゆみⅡ
※1987年12月1日発売
- DISC1

1. キャンディキャンディ（キャンディ・キャンディ OP）
2. あしたがすき（キャンディ・キャンディ ED）
3. リトル・ルルとちっちゃい仲間（リトル・ルルとちっちゃい仲間 OP）
4. わたしはルル（リトル・ルルとちっちゃい仲間 ED）
5. われらの命ソロン号（氷河戦士ガイスラッガー ED）
6. あしたへアタック（あしたへアタック! OP）
7. バレーボールが好き（あしたへアタック! ED）
8. ボルテスＶの歌（超電磁マシーン ボルテスV OP）
9. なかまっていいな（超人戦隊バラタック ED）
10. 野球狂の詩（野球狂の詩 OP）
11. 勇気のテーマ（野球狂の詩 ED）
12. 魔女っ子チックル（魔女っ子チックル OP）
13. チックルチーコのチャチャチャ（魔女っ子チックル ED）
14. 一球さん（一球さん ED）
15. 宇宙魔神ダイケンゴーの歌（宇宙魔神ダイケンゴー OP）
16. よんでいる（まんがこども文庫 OP）
17. 明日夢みて（科学忍者隊ガッチャマンII ED）
18. 燃えろアタック（燃えろアタック OP）
19. タンゴむりすんな！（あばれはっちゃくシリーズ OP）
20. はっちゃく音頭（俺はあばれはっちゃく ED）
21. 花の子ルンルン（花の子ルンルン OP）
22. ダルタニアスの歌（未来ロボ ダルタニアス OP）
23. 花のなかの花（円卓の騎士物語 燃えろアーサー ED）

- DISC2

1. はっちゃくひとりうた（男!あばれはっちゃく 挿入歌）
2. はっちゃくまっしぐら（俺はあばれはっちゃく、男!あばれはっちゃく 挿入歌）
3. だって花よめですもの（花よめは16歳 OP）
4. 天使よ聞いて（花よめは16歳 ED）
5. ハローララベル（魔法少女ララベル OP）
6. 魔法少女ララベル（魔法少女ララベル ED）
7. そいつぁだれだ！（男!あばれはっちゃく ED）
8. 春の兆し（若草物語 ED）
9. 愛はいつ？（若草物語 OP）
10. 別離（宇宙戦艦ヤマトIII ED）
11. 走れ！ジョリィ（名犬ジョリィ OP）
12. ふたりで半分こ（名犬ジョリィ ED）
13. ハロー！サンディベル（ハロー!サンディベル OP）
14. 白い水仙（ハロー!サンディベル ED）
15. なかよしハロー（なかよしケンちゃん OP）
16. 星空とやくそく（なかよしケンちゃん ED）
17. 世にも不思議な物語
18. 花が咲いた日
19. バンバンビンビンはっちゃめちゃ（熱血あばれはっちゃく ED）
20. 恋は突然（愛してナイト OP）
21. オボッチャマンでございます（Dr.スランプ アラレちゃん 挿入歌）
22. ぼくたち地球人（ドラえもん（テレビ朝日版） ED）
23. わくわくサンタクロース（森のトントたち OP）
24. ちいさい○がひろがって（森のトントたち ED）